# Melanitta deglandi
L'orco marino del Pacifico (Melanitta deglandi) è una grande anatra marina che nidifica oltre l'estremo nord di Asia, ad est del bacino dello Yenisey, e Nordamerica. Viene a volte considerato conspecifico dell'orco marino. Queste due specie, e l'orco marino dagli occhiali, vengono classificate nel sottogenere Melanitta, distinto dal sottogenere Oidemia, gli orchetti marini americani e quelli euroasiatici. Attualmente molti autori considerano la razza asiatica (M. d. stejnegeri) e la razza americana (M. d. deglandi) come specie separate.
Sverna un po' più a sud, in zone temperate, sui Grandi Laghi, sulle coste degli USA settentrionali e su quelle del Canada meridionale, e, in Asia, si dirige a sud, fino alla Cina. Sulle acque costiere particolarmente accoglienti forma grandi stormi. I membri di questi raggruppamenti sono strettamente uniti e questi uccelli tendono a decollare tutti insieme.
Il nido edificato viene costruito sul suolo, nei pressi del mare, di laghi o fiumi, nelle foreste o nella tundra. Vi vengono deposte 5-11 uova. Le uova, rosacee, hanno una larghezza media di 46,9 mm, una lunghezza di 68,2 mm e pesano 82,4 grammi. Il periodo di incubazione può variare da 25 a 30 giorni. Dopo circa 21 giorni, le femmine vicine possono cominciare a diventare aggressive nei confronti delle altre femmine nidificanti, provocando una certa confusione e mescolando le nidiate. Durante il periodo della cova, una femmina può arrivare persino ad avere 40 piccoli in seguito alle mescolanze dovute a questi conflitti. La femmina tende a covare i suoi piccoli per 3 settimane, per poi abbandonarli, ma i piccoli solitamente rimangono insieme per altre 3 settimane. La capacità di volare viene acquisita tra i 63 e i 77 giorni di età.
Questa specie è caratterizzata da un grande becco di forma tozza. Questa è la più grande specie di orchetto. Le femmine pesano 950-1950 grammi e sono lunghe 48–56 cm, anche se la media è di 1180 grammi e di 52,3 cm. Sono brune, con macchie pallide sulla testa. I maschi pesano 1360-2128 grammi e sono lunghi 53–60 cm, anche se la media è di 1380 grammi e di 55 cm. Sono tutti neri, ad eccezione di una zona bianca intorno agli occhi e di uno specchio anale, anch'esso bianco. Il becco di questo orchetto ha la base ed una grossa protuberanza neri.
Ci sono varie caratteristiche differenti tra la razza della Siberia orientale e quella americana, dell'Alaska e del Canada ad ovest della baia di Hudson. I maschi della sottospecie americana hanno i fianchi più bruni, la maggior parte del becco giallo scura ed una protuberanza sul becco di minori dimensioni, come l'orco marino. La forma asiatica ha una protuberanza molto grande alla base del suo becco, che è per la maggior parte giallo-arancio. Le femmine sono identiche nell'aspetto.
Nelle acque dolci, questa specie si nutre principalmente di crostacei e di insetti, mentre in acqua salata si nutre di molluschi e crostacei. I cibi preferiti della (sotto)specie americana sono un anfipode (Hyalella azteca), in acque dolci, le vongole di roccia (Protothaca staminea), le vongole atlantiche (Siliqua spp.) e le vongole a zeppa artiche (Mesodesma arctatus).